# Litura helcium
Litura helcium är en insektsart som beskrevs av Knight 1970. Litura helcium ingår i släktet Litura och familjen dvärgstritar. Inga underarter finns listade i Catalogue of Life.